# Tehetetlenségi nyomatékok listája
Az alábbi táblázat állandó sűrűségű (homogén) merev testek tehetetlenségi nyomatékait tartalmazza. A tehetetlenségi nyomaték dimenziója tömeg × hossz2. A tehetetlenségi nyomaték a tömeggel analóg mennyiség forgó mozgás esetén. Nem szabad összetéveszteni a másodrendű nyomatékkal, melyet a hajlításra terhelt rudak feszültség- és deformációszámításainál használnak.
| Leírás | Ábra | Tehetetlenségi nyomaték | Megjegyzés |
| --- | ---- | --- | --- |
| Vékony hengerpalást nyitott végekkel {\displaystyle r\,} sugárral és {\displaystyle m\,} tömeggel |      | {\displaystyle I=mr^{2}\,} | Ennél a képletnél feltételezzük, hogy a palást vastagsága elhanyagolható. A következő test speciális esete {\displaystyle r_{1}=r_{2}\,}-re.                         |
| Vastag hengergyűrű nyitott végekkel, belső sugár {\displaystyle r_{1}\,}, külső sugár {\displaystyle r_{2}\,}, hossz {\displaystyle h\,} és tömeg {\displaystyle m\,}                                             |      | {\displaystyle I_{z}={\frac {1}{2}}m\left({r_{1}}^{2}+{r_{2}}^{2}\right)} {\displaystyle I_{x}=I_{y}={\frac {1}{12}}m\left[3\left({r_{1}}^{2}+{r_{2}}^{2}\right)+h^{2}\right]} vagy ha bevezetjük a {\displaystyle t_{n}\,} = {\displaystyle {\frac {t}{r}}\,} normalizált vastagságot és {\displaystyle r=r_{2}\,}, akkor {\displaystyle I_{z}=mr^{2}\left(1-t_{n}+{\frac {1}{2}}t_{n}^{2}\right)} | – |
| Tömör henger {\displaystyle r\,} sugárral, {\displaystyle h\,} magassággal és {\displaystyle m\,} tömeggel. |      | {\displaystyle I_{z}={\frac {mr^{2}}{2}}\,\!} {\displaystyle I_{x}=I_{y}={\frac {1}{12}}m\left(3r^{2}+h^{2}\right)} | Ez az előző test speciális esete {\displaystyle r_{1}=0\,}-ra. |
| Vékony tömör tárcsa {\displaystyle r\,} sugárral és {\displaystyle m\,} tömeggel. |      | {\displaystyle I_{z}={\frac {mr^{2}}{2}}\,\!} {\displaystyle I_{x}=I_{y}={\frac {mr^{2}}{4}}\,\!} | Ez az előző test speciális esete {\displaystyle h=0\,}-ra. |
| Tömör gömb {\displaystyle r\,} sugárral és {\displaystyle m\,} tömeggel. |      | {\displaystyle I={\frac {2mr^{2}}{5}}\,\!} | – |
| Gömbhéj {\displaystyle r\,} sugárral és {\displaystyle m\,} tömeggel |      | {\displaystyle I={\frac {2mr^{2}}{3}}\,\!} | – |
| Egyenes körkúp {\displaystyle r\,} sugárral, {\displaystyle h\,} magassággal és {\displaystyle m\,} tömeggel |      | {\displaystyle I_{z}={\frac {3}{10}}mr^{2}\,\!} {\displaystyle I_{x}=I_{y}={\frac {3}{5}}m\left({\frac {r^{2}}{4}}+h^{2}\right)\,\!} | – |
| Tömör téglatest {\displaystyle h\,} magassággal, {\displaystyle w\,} szélességgel, {\displaystyle d\,} hosszúsággal, és {\displaystyle m\,} tömeggel                                                              |      | {\displaystyle I_{h}={\frac {1}{12}}m\left(w^{2}+d^{2}\right)} {\displaystyle I_{w}={\frac {1}{12}}m\left(h^{2}+d^{2}\right)} {\displaystyle I_{d}={\frac {1}{12}}m\left(h^{2}+w^{2}\right)} | Hasonlóan tájolt kocka {\displaystyle s\,} élhoszal: {\displaystyle I_{CM}={\frac {ms^{2}}{6}}\,\!}.                                                                 |
| Rúd {\displaystyle L\,} hosszal és {\displaystyle m\,} tömeggel |      | {\displaystyle I_{\mathrm {center} }={\frac {mL^{2}}{12}}\,\!} | Ez a képlet feltételezi, hogy a rúd végtelenül vékony (de merev) huzal. Ez speciális esete az előző testnek {\displaystyle w=L\,} és {\displaystyle h=d=0\,} esetén. |
| Rúd {\displaystyle L\,} hosszal és {\displaystyle m\,} tömeggel |      | {\displaystyle I_{\mathrm {end} }={\frac {mL^{2}}{3}}\,\!} | Ez a képlet feltételezi, hogy a rúd végtelenül vékony (de merev) huzal.                                                                                              |
| Tórusz {\displaystyle a\,} középátmérővel, {\displaystyle b\,} rúdátmérővel és {\displaystyle m\,} tömeggel. |      | Az átmérőre: {\displaystyle {\frac {1}{8}}\left(4a^{2}+5b^{2}\right)m} A függőleges tengelyre: {\displaystyle \left(a^{2}+{\frac {3}{4}}b^{2}\right)m} | – |
| Vékony tömör sokszög alakú lemez {\displaystyle {\vec {P}}_{1}}, {\displaystyle {\vec {P}}_{2}}, {\displaystyle {\vec {P}}_{3}}, …, {\displaystyle {\vec {P}}_{N}}csúcspontokkal és {\displaystyle m\,} tömeggel. |      | {\displaystyle I={\frac {m}{6}}{\frac {\sum _{n=1}^{N}\|\|{\vec {P}}_{n+1}\times {\vec {P}}_{n}\|\|({\vec {P}}_{n+1}^{2}+{\vec {P}}_{n+1}\cdot {\vec {P}}_{n}+{\vec {P}}_{n}^{2})}{\sum _{n=1}^{N}\|\|{\vec {P}}_{n+1}\times {\vec {P}}_{n}\|\|}}} | – |